# Meemu-atol
Het Meemu-atol (Mulaku-atol) is een bestuurlijke divisie van de Maldiven.
De hoofdstad van het Meemu-atol is Muli.

## Geografische indeling

### Atollen
Het volgende atol maakt deel uit van het Meemu-atol:
1. Het Mulaku-atol

### Eilanden
De volgende bewoonde eilanden maken deel uit van het Meemu-atol:
1. Dhiggaru
2. Kolhufushi
3. Maduvvaree
4. Mulah
5. Muli
6. Naalaafushi
7. Raimmandhoo
8. Veyvah

De volgende onbewoonde eilanden maken deel uit van het Meemu0atol:
1. Boahuraa
2. Dhekunuboduveli
3. Dhiththudi
4. Erruh-Huraa
5. Fenbaofinolhu
6. Fenfuraaveli
7. Gaahuraa
8. Gasveli
9. Gongalu Huraa
10. Haafushi
11. Hakuraa
12. Hurasveli
13. Kekuraalhuveli
14. Kudausfushi
15. Kuradhigandu
16. Kurali
17. Maahuraa
18. Maalhaveli
19. Maausfushi
20. Madifushi
21. Medhufushi
22. Raabandhihuraa
23. Seedheehuraa
24. Seedihuraaveligandu
25. Thuvaru
26. Uthuruboduveli
27. Verineiybe

Haa Alif-atol · Haa Dhaalu-atol · Shaviyani-atol · Noonu-atol · Raa-atol · Baa-atol · Lhaviyani-atol · Kaafu-atol · Alif Alif-atol · Alif Dhaal-atol · Vaavu-atol · Meemu-atol · Faafu-atol · Dhaalu-atol · Thaa-atol · Laamu-atol · Gaafu Alif-atol · Gaafu Dhaalu-atol · Gnaviyani-atol · Seenu-atol · Malé